# موسى صايب
موسى صايب من مواليد 5 مارس 1969 م في ثنية الحد تيسمسيلت
، هو لاعب جزائري سابق.

## إنجازات اللاعب

### شخصية
- جائزة دي زاد فوت الذهبية كأفضل لاعب جزائري حسب موقع دي زاد فوت (DZfoot) عام 2003.
- جائزة الكرة الذهبية الجزائرية كأفضل لاعب جزائري حسب جريدة الهداف الجزائرية عام 2004.

### مع النوادي
- بطل الدوري الجزائري عامي 1990 و2004 مع شبيبة القبائل.
- بطل كأس الجمهورية الجزائرية مع نادي شبيبة القبائل عام 1992
- بطل دوري أبطال إفريقيا عام 1990 مع شبيبة القبائل.
- بطل الدوري الفرنسي عام 1996 مع نادي أوكسير.
- بطل كأس فرنسا عامي 1994 و1996 مع نادي أوكسير وعام 2002 مع نادي لوريان.
- بطل كأس الدوري الفرنسي عام 2002 مع نادي لوريان.
- بطل كأس رابطة الأندية الإنجليزية المحترفة عام 1999 مع توتنهام هوتسبر.
- مشاركة في كأس العالم للأندية عام 2000 مع نادي النصر السعودي.
- بطل الدوري الجزائري عام 2008 مع شبيبة القبائل (مدرب).

### مع منتخبالجزائر
- بطل كأس أمم إفريقيا عام 1990 بالجزائر.
- بطل كأس الأمم الأفرو آسيوية عام 1991.

## روابط خارجية
- موسى صايب على موقع الاتحاد الدولي (مؤرشف)  (الإنجليزية)
- موسى صايب على موقع قاعدة بيانات كرة القدم.إي يو (الإنجليزية)
- موسى صايب على موقع ناشيونال فوتبول تيمز (الإنجليزية)
- موسى صايب على موقع Soccerbase.com (لاعب) (الإنجليزية)
- موسى صايب على موقع عالم كرة القدم.نت (الإنجليزية)
- موسى صايب على موقع كووورة